# Mayumi
Pour plus de détails, voir Fiche technique et Distribution.
Mayumi (coréen:마유미) est un film sud-coréen réalisé par Shin Sang-ok sorti en 1990. Le film est basé sur l'explosion du vol 858 Korean Air. Le film avait été sélectionné comme entrée sud-coréenne dans la catégorie du meilleur film international de la 63e cérémonie des Oscars en 1991, mais la candidature du film a été rejetée.

## Synopsis
Deux agents nord-coréens portant des passeports japonais aux noms de "Shinichi" et de "Mayumi" ont l'intention de faire exploser le vol 858 Korean Air en vol. Ils prennent un autre avion après avoir installé la bombe, et planifient de se suicider quand l'avion va s'écraser. L'homme réussit, mais la femme est sauvée après une intervention médicale. Quand elle voit la souffrance des familles des morts, elle supplie d'être exécutée, car, selon elle, c'est le seul châtiment approprié pour ce qu'elle a fait.
Le scénario du film est basé sur la vie de Kim Hyon hui, un des deux agents nord-coréens responsables de la destruction du vol 858.

## Fiche technique
- Titre original : Mayumi, Mayumi: Virgin Terrorist
- Titre français : Mayumi
- Réalisation : Shin Sang-Ok
- Scénario : Shin Bong-Seung
- Cinématographie : Koo Joong-Mo
- Montage : Kim Hyeon
- Musique : Kang In-Goo
- Société(s) de distribution : Kil Films Co., Ltd.
- Pays d'origine : Corée du Sud
- Langue originale : Coréen
- Genre : Drame
- Durée : 110 minutes
- Dates de sortie : 9 juin 1990

## Distribution
- Kim Sora : Mayumi[3]
- Lee Hak-Jae : Shin'ichi
- Reiko Oshida : Taeko Taguchi
- Shin Seong-Il
- George Kennedy
- Yoon Il-Bong
- Yoon Yang-Ha
- Choi Jong-Won
- Lee Ho-Seong
- Choi Yun-Seok